# Alessandria Unione Sportiva 1969-1970
Questa pagina raccoglie le informazioni riguardanti l'Alessandria Unione Sportiva nelle competizioni ufficiali della stagione 1969-1970.

## Stagione
Nella stagione 1969-1970 l'Alessandria disputa il sesto campionato di Serie C della sua storia, il girone A. Con 37 punti si piazza in nona posizione. Il torneo è stato vinto con 57 punti dal Novara che è salito in Serie B, sono retrocesse in Serie D il Marzotto Valdagno con 32 punti, la Trevigliese con 28 punti e la Biellese con 22 punti.

## Divise
| 1ª divisa | 2ª divisa |

## Organigramma societario
Area direttiva
- Presidente: Remo Sacco
- Vicepresidente: Lino Boidi, Emilio Cassinelli e Cesare Gazzaniga
- Consiglieri: Luigi Armano, Rinaldo Borasio e Piero Borgoglio
- Collaboratori: Ugo Boccassi e Marcello Marcellini
- Segretario: Pierino Zorzoli

Area tecnica
- Direttore tecnico: Gino Armano
- Allenatore: Sergio Manente

Area sanitaria
- Medico sociale: Luigi Mazza
- Massaggiatore: Felice Canevari

## Rosa
| N. |                   | Ruolo | Calciatore              |
| -- | ----------------- | ----- | ----------------------- |
|    | Italia (bandiera) | P     | Pietro Binelli          |
|    | Italia (bandiera) | P     | Avelino Moriggi         |
|    | Italia (bandiera) | D     | Antonio Colombo         |
|    | Italia (bandiera) | D     | Sergio De Luca          |
|    | Italia (bandiera) | D     | Gaetano Legnaro (I)     |
|    | Italia (bandiera) | D     | Pier Luigi Legnaro (II) |
|    | Italia (bandiera) | C     | Pierluigi Magri         |
|    | Italia (bandiera) | D     | Pietro Nervi            |
|    | Italia (bandiera) | D     | Lorenzo Piacentini      |
|    | Italia (bandiera) | C     | Massimo Berta           |
|    | Italia (bandiera) | C     | Graziano Boccasso       |
|    | Italia (bandiera) | C     | Bruno Chinellato        |
|    | Italia (bandiera) | C     | Giorgio Coppetti        |

| N. |                   | Ruolo | Calciatore           |
| -- | ----------------- | ----- | -------------------- |
|    | Italia (bandiera) | C     | Pasquale Di Giovanni |
|    | Italia (bandiera) | C     | Ilario Frank         |
|    | Italia (bandiera) | C     | Luigi Manueli        |
|    | Italia (bandiera) | C     | Mario Marchetti      |
|    | Italia (bandiera) | C     | Giovanni Marella     |
|    | Italia (bandiera) | C     | Claudio Preda        |
|    | Italia (bandiera) | C     | Gian Piero Zaio      |
|    | Italia (bandiera) | A     | Romano Bagatti       |
|    | Italia (bandiera) | A     | Nunzio Cervio        |
|    | Italia (bandiera) | A     | Franco Dori          |
|    | Italia (bandiera) | A     | Mario Tomy           |
|    | Italia (bandiera) | A     | Silvano Villa        |
|    | Italia (bandiera) | A     | Enrico Zorzi         |

## Risultati

### Serie C

#### Girone di andata
| Arbitro: | Moretto (San Donà di Piave) |

|  |           |                                    |
|  | Marcatori | 42’ Dori 65’ (rig.) Tomy 70’ Magri |

| Arbitro: | Frasso (Capua) |

|                |           |              |
| Piacentini 87’ | Marcatori | 50’ Berzaghi |

| Arbitro: | Reggiani (Bologna) |

|                |           |           |
| Silva 10’, 74’ | Marcatori | 83’ Villa |

| Arbitro: | Lattanzi (Roma) |

|  |           |          |
|  | Marcatori | 7’ Starc |

| Solbiate Arno 12 ottobre 1969 5ª giornata | Solbiatese        | 0 – 0 referto | Alessandria | Stadio Felice Chinetti\| Arbitro: \| Boscolo (Venezia) \| |
| Arbitro:                                  | Boscolo (Venezia) |               |             |                                                           |

| Arbitro: | Tempio (Catania) |

|                   |           |              |
| Dori 14’ Tomy 27’ | Marcatori | 35’ Gambazza |

| Arbitro: | Zacchetti (Milano) |

|                         |           |  |
| Goffi 60’ A. Sirena 86’ | Marcatori |  |

| Arbitro: | Marti (Napoli) |

|              |           |                         |
| Coppetti 85’ | Marcatori | 16’ Fumagalli 28’ Rizzi |

| Arbitro: | Crista (Livorno) |

|              |           |                       |
| Ballabio 43’ | Marcatori | 20’, 83’ (rig.) Villa |

| Arbitro: | Baroncini (Bologna) |

|           |           |  |
| Villa 40’ | Marcatori |  |

| Alessandria 23 novembre 1969 11ª giornata | Alessandria        | 0 – 0 referto | Triestina | Stadio Giuseppe Moccagatta\| Arbitro: \| Stagnoli (Bologna) \| |
| Arbitro:                                  | Stagnoli (Bologna) |               |           |                                                                |

| Arbitro: | Clerico (Chiavari) |

|                                 |           |                                   |
| Costanzo 6’ Guidetti 85’ (rig.) | Marcatori | 26’, 41’ Bagatti 62’ (rig.) Villa |

| Alessandria 7 dicembre 1969 13ª giornata | Alessandria | 0 – 0 referto | Rovereto | Stadio Giuseppe Moccagatta\| Arbitro: \| Calì (Roma) \| |
| Arbitro:                                 | Calì (Roma) |               |          |                                                         |

| Arbitro: | Trinchieri (Reggio nell'Emilia) |

|               |           |  |
| Gavinelli 63’ | Marcatori |  |

| Arbitro: | Levrero (Genova) |

|                                         |           |  |
| Chinellato 4’ Di Giovanni 16’ Berta 86’ | Marcatori |  |

| Arbitro: | Tabanelli (Ravenna) |

|  |           |                 |
|  | Marcatori | 70’ Di Giovanni |

| Alessandria 21 gennaio 1970 17ª giornata | Legnano       | 0 – 0 referto | Alessandria | Stadio Giuseppe Moccagatta\| Arbitro: \| Ciulli (Roma) \| |
| Arbitro:                                 | Ciulli (Roma) |               |             |                                                           |

| Arbitro: | Stagnoli (Bologna) |

|  |           |                       |
|  | Marcatori | 31’ (rig.) Mereghetti |

| Alessandria 4 febbraio 1970 19ª giornata | Alessandria       | 0 – 0 referto | Venezia | Stadio Giuseppe Moccagatta\| Arbitro: \| Lavetti (Bergamo) \| |
| Arbitro:                                 | Lavetti (Bergamo) |               |         |                                                               |

#### Girone di ritorno
| Arbitro: | Prati (Parma) |

|                                                 |           |                    |
| G. Legnaro 37’ (rig.) Villa 61’ Di Giovanni 71’ | Marcatori | 50’ (aut.) Colombo |

| Udine 8 febbraio 1970 21ª giornata | Udinese             | 0 – 0 referto | Alessandria | Stadio Moretti\| Arbitro: \| Vannucchi (Bologna) \| |
| Arbitro:                           | Vannucchi (Bologna) |               |             |                                                     |

| Arbitro: | Rodomonte (Teramo) |

|                           |           |           |
| Magri 64’ Di Giovanni 77’ | Marcatori | 48’ Doldi |

| Monfalcone 22 febbraio 1970 23ª giornata | Monfalcone       | 0 – 0 referto | Alessandria | Stadio Comunale\| Arbitro: \| Lenardon (Siena) \| |
| Arbitro:                                 | Lenardon (Siena) |               |             |                                                   |

| Arbitro: | Levrero (Genova) |

|                                                   |           |                                                 |
| G. Legnaro 15’ (rig.) Bagatti 79’ Di Giovanni 82’ | Marcatori | 6’ (rig.) Barbaresi 33’ Fagnani 85’ Dalle Crode |

| Arbitro: | Serafino (Roma) |

|                 |           |                 |
| Di Giovanni 76’ | Marcatori | 24’ Magistrelli |

| Arbitro: | Pesciarelli (Roma) |

|             |           |  |
| Schiavo 55’ | Marcatori |  |

| Arbitro: | Testuzza (Genova) |

|            |           |  |
| Turini 87’ | Marcatori |  |

| Arbitro: | Scolari (Verona) |

|                                             |           |  |
| Bagatti 38’ G. Legnaro 74’, 80’ (rig.), 87’ | Marcatori |  |

| Arbitro: | Tabanelli (Ravenna) |

|               |           |           |
| Bassanese 83’ | Marcatori | 27’ Preda |

| Arbitro: | Crista (Livorno) |

|                          |           |             |
| Sigarini 46’ Ridolfi 60’ | Marcatori | 78’ Bagatti |

| Arbitro: | Lupi (Genova) |

|                           |           |                  |
| Di Giovanni 66’ Villa 85’ | Marcatori | 58’ (rig.) Ninni |

| Arbitro: | Sgherri (Grosseto) |

|  |           |         |
|  | Marcatori | 2’ Dori |

| Arbitro: | Cantelli (Firenze) |

|  |           |            |
|  | Marcatori | 56’ Vivian |

| Arbitro: | Clerico (Chiavari) |

|                            |           |  |
| Cremascoli 30’ Postini 59’ | Marcatori |  |

| Arbitro: | Chiapponi (Livorno) |

|                     |           |  |
| Melgrati 27’ (aut.) | Marcatori |  |

| Arbitro: | Alberti (Genova) |

|             |           |  |
| Bianchi 30’ | Marcatori |  |

| Arbitro: | Cantelli (Firenze) |

|           |           |                    |
| Magri 47’ | Marcatori | 24’, 60’ Tombolato |

| Arbitro: | Barboni (Firenze) |

|                           |           |          |
| Salvigni 12’ Lombardi 69’ | Marcatori | 83’ Dori |

## Statistiche

### Statistiche di squadra
| Competizione | Punti | In casa | In casa | In casa | In casa | In casa | In casa | In trasferta | In trasferta | In trasferta | In trasferta | In trasferta | In trasferta | Totale | Totale | Totale | Totale | Totale | Totale | DR |
| Competizione | Punti | G       | V       | N       | P       | Gf      | Gs      | G            | V            | N            | P            | Gf           | Gs           | G      | V      | N      | P      | Gf     | Gs     | DR |
| ------------ | ----- | ------- | ------- | ------- | ------- | ------- | ------- | ------------ | ------------ | ------------ | ------------ | ------------ | ------------ | ------ | ------ | ------ | ------ | ------ | ------ | -- |
| Serie C      | 37    | 19      | 8       | 6       | 5       | 25      | 16      | 19           | 5            | 5            | 9            | 14           | 18           | 38     | 13     | 11     | 14     | 39     | 34     | +5 |

### Statistiche dei giocatori
| Giocatore         | Serie C  | Serie C |
| Giocatore         | Presenze | Reti    |
| ----------------- | -------- | ------- |
| R. Bagatti        | 24       | 5       |
| M. Berta          | 24       | 1       |
| P. Binelli        | 9        | -10     |
| G. Boccasso       | 1        | 0       |
| N. Cervio         | 1        | 0       |
| B. Chinellato     | 33       | 1       |
| A. Colombo        | 34       | 0       |
| G. Coppetti       | 9        | 1       |
| S. De Luca        | 24       | 0       |
| P. Di Giovanni    | 24       | 7       |
| F. Dori           | 25       | 4       |
| I. Frank          | 6        | 0       |
| G. Legnaro (I)    | 34       | 5       |
| P.L. Legnaro (II) | 5        | 0       |
| P. Magri          | 37       | 3       |
| L. Manueli        | 1        | 0       |
| M. Marchetti      | 4        | 0       |
| G. Marella        | 27       | 0       |
| A. Moriggi        | 30       | -24     |
| P. Nervi          | 2        | 0       |
| L. Piacentini     | 28       | 1       |
| C. Preda          | 10       | 1       |
| M. Tomy           | 7        | 2       |
| S. Villa          | 30       | 7       |
| G.P. Zaio         | 1        | 0       |
| E. Zorzi          | 2        | 0       |